# Z nikim aż tak
Z nikim aż tak – szósty singel polskiego piosenkarza Grzegorza Hyżego z jego trzeciego albumu studyjnego, zatytułowanego Epilog. Singel został wydany 28 czerwca 2024.
Kompozycja znalazła się na 49. miejscu listy OLiA, najczęściej odtwarzanych utworów w polskich rozgłośniach radiowych.

## Geneza utworu i historia wydania
Utwór napisali i skomponowali Grzegorz Hyży, Monika Wydrzyńska, Archie Shevsky, Mateusz Tomaszewski i Rafał Łępa.
Singel ukazał się w formacie digital download 28 czerwca 2024 w Polsce za pośrednictwem wytwórni płytowej Sony Music Entertainment Poland. Piosenka została umieszczona na trzecim albumie studyjnym Hyżego – Epilog.

## „Z nikim aż tak” w stacjach radiowych
Nagranie było notowane na 49. miejscu w zestawieniu OLiA, najczęściej odtwarzanych utworów w polskich rozgłośniach radiowych.

## Lista utworów
- Digital download[2]

1. „Z nikim aż tak” – 3:12

## Notowania

### Pozycja na liście airplay
| Kraj   | Lista (2024)                   | Najwyższa pozycja |
| ------ | ------------------------------ | ----------------- |
| Polska | OLiS – oficjalna lista airplay | 49                |